# Wyraz
Wyraz – wieloznaczny termin językoznawczy; jest to wspólna nazwa (hiperonim) kilku powiązanych pojęć o różnych znaczeniach.
Wyrazem bywa pewna wyróżniona fonetycznie, czy też graficznie, część wypowiedzi, składająca się z jednego lub więcej morfemów.
„Wyraz” nie jest tworem w pełni obiektywnym i co jest wyrazem, a co nim nie jest, zależy w sporym stopniu od tradycji językoznawczej danego języka. W językach analitycznych „wyraz” to to samo co „słowo”, w językach fleksyjnych pojęcie wyrazu wydaje się mniej jasne – wyrazem jest morfem bazowy z dołączonymi do niego aktualnie użytymi morfemami odmiany. W praktyce przyjmuje się kryterium graficzne: w ramach tekstu pisanego (zapisanego w alfabetach zachodnich: greckim, łacińskim, cyrylickim, ormiańskim, gruzińskim, a także w hebrajskim) traktuje się jako ciąg liter pomiędzy dwiema spacjami. To kryterium nie ma zastosowania w przypadku wielu innych systemów pisma (np. arabskiego, gdzie pseudo-spacje pojawiają się wewnątrz wyrazów; chińskiego, japońskiego, czy wielu pism Azji południowo-wschodniej, gdzie w ogóle nie stosuje się spacji; tybetańskiego, gdzie spację zapisuje się po każdej sylabie, bez względu na długość wyrazu/słowa; podobnie zresztą jak w tekstach wietnamskich zapisywanych z użyciem alfabetu łacińskiego. Szczególnie trudne jest do stosowania w przypadku analizy wypowiedzi ustnych (czy języków nie posiadających w ogóle pisma).

## Wyraz w polskiej tradycji językoznawczej
W przypadku języka polskiego przyjmuje się kryterium morfologiczno-graficzne, w połączeniu z fonetycznym (granicę wyrazu wyznacza stały akcent na drugiej sylabie od końca).
Jednak nawet tutaj jest wiele niejasności, na przykład:
- „w” i „z” są tradycyjnie uważane za wyrazy, choć nie są fonetycznie oddzielone od następującego po nich morfemu – należą do tej samej sylaby;
- „nie-” może być uważane zarówno za przedrostek, jak i za osobny wyraz;
- formy trybu warunkowego, np. „zrobilibyście” fonetycznie rozkłada się na „zrobili" i „byście”, graficznie jest jednak zapisywane łącznie;
- ruchoma końcówka czasownika („gdzie+że+ście byli?”) może być traktowana jako osobny wyraz lub włączana do poprzedniego wyrazu. To drugie rozwiązanie stanowi jednak kłopot z punktu widzenia klasyfikacji takiego wyrazu;
- długi graficznie liczebnik (np. „dwa tysiące trzysta czterdzieści pięć”) może być traktowany jako pojedynczy wyraz lub też jako kilka kolejnych wyrazów;
- niektóre grupy wyrazów (np. zakończone na -ika / -yka) i niektóre formy fleksyjne innych wyrazów (np. 1. i 2. osoba l. mnogiej czasu przeszłego, formy trybu przypuszczającego), mają akcent na trzeciej lub nawet czwartej sylabie od końca.

## Wyraz a słowo
Niektórzy strukturaliści proponują następujące rozróżnienie pomiędzy wyrazem a słowem:
- Słowo jest to zbiór głosek, który w zapisie graficznym oddzielony jest od innych zbiorów spacjami bądź znakami interpunkcyjnymi.
- Wyraz to słowo lub minimalny zestaw słów cechujących się własnym i pełnym znaczeniem, niedający się podzielić na mniejsze wyrazy. W szczególności w, na, pociągu nie są wyrazami, są nimi natomiast za-lasem, zza-płotu czy w-domu.

## Wyrazy samodzielne i niesamodzielne
Wyrazy samodzielne – wyrazy, które mogą same pełnić funkcję części wypowiedzenia. Są to czasowniki, rzeczowniki, przymiotniki, liczebniki, przysłówki i zaimki. Wyrazy niesamodzielne to zaś wyrazy, które nie mogą same pełnić funkcji wypowiedzenia: partykuły, spójniki, przyimki.

## Wyrazy odmienne i nieodmienne
Wyrazy odmienne, występujące w wypowiedzeniach w różnych formach, to czasowniki, rzeczowniki, przymiotniki oraz większość zaimków. Wyrazy nieodmienne zaś nie zmieniają swoich form. Do tej grupy należą przysłówki, zaimki przysłowne, przyimki, spójniki, wykrzykniki, partykuły.

## Wyrazy określane i określające
Wyrazy określane – wyrazy, które w związku wyrazowym pełnią rolę wyrazów nadrzędnych np. w związku wyrazowym ładny kot wyraz kot jest wyrazem nadrzędnym (określanym) w stosunku do wyrazu dopełniającego go treścią, podrzędnego - czarny kot: jaki? – czarny. Wyrazy określające to zaś wyrazy, które w związku wyrazowym pełnią rolę wyrazów podrzędnych.